# A Elbereth Gilthoniel

Tekst A Elbereth Gilthoniel spisany w tengwarze.

A Elbereth Gilthoniel (podtytuł „aerlinn in Edhil o Imladris”) – fikcyjny hymn ze stworzonej przez J.R.R. Tolkiena mitologii Śródziemia, śpiewany przez Eldarów z Rivendell.
Był to hymn uwielbienia i modlitwa o pomoc do Vardy. Skomponowany został w sindarinie. Najdłuższy znany fragment stanowi jego pierwsza strofa.
Miał formę aerlinnu, tj. wiersza w języku sindarińskim o układzie rymów aababcc, dzielonego na strofy, zawierające po siedem wersów, których każdy zawierał cztery jamby.
Fragmenty umieszczone w powieści Władca Pierścieni:
A Elbereth Gilthoniel

silivren penna míriel

o menel aglar elenath!

Na-chaered palan-díriel

o galadhremmin ennorath,

Fanuilos, le linnathon

nef aear, sí nef aearon!
(Drużyna Pierścienia: księga druga, rozdział 1. „Liczne spotkania”)
A Elbereth Gilthoniel

o menel palan-díriel,

le nallon sí di'-nguruthos!

A tíro nin, Fanuilos!
(Dwie wieże: księga czwarta, rozdział 10. „Sam w rozterce”)
A! Elbereth Gilthoniel!

silivren penna míriel

o menel aglar elenath,

Gilthoniel, A! Elbereth!
(Powrót króla: księga szósta, rozdział 9. „Szare Przystanie”)

## W muzyce
Słowa „O Elbereth! O Gilthoniel!” pojawiają się w utworze Zjawy i ludzie zespołu Armia.